# Оверченко, Анатолий Алексеевич
Анатолий Алексеевич Оверченко — советский хозяйственный и государственный деятель, лауреат Государственной премии СССР за выдающиеся достижения в труде.

## Биография
Родился в 1935 году на территории современной Оренбургской области. Член КПСС.
В 1955—1995 — крепильщик, горнорабочий очистного забоя, проходчик шахты имени Фрунзе треста «Фрунзеуголь»/производственного объединения «Донбассантрацит», бригадир проходчиков шахтоуправления «Ровеньковское» производственного объединения «Ровенькиантрацит» Министерства угольной промышленности Украинской ССР.
За большой личный вклад в дело увеличения добычи и переработки угля был в составе коллектива удостоен Государственной премии СССР за выдающиеся достижения в труде 1982 года.
Жил в Ровеньках.

## Награды
- Орден Ленина
- Орден Октябрьской Революции
- Орден Трудового Красного Знамени